# Ritufelli
Ritufelli är ett berg i Färöarna (Kungariket Danmark).   Det ligger i sýslan Streymoyar sýsla, i den centrala delen av landet, 10 km nordväst om huvudstaden Tórshavn. Ritufelli ligger 499 meter över havet. Det ligger på ön Streymoy.
Terrängen runt Ritufelli är kuperad. Havet är nära Ritufelli österut. Runt Ritufelli är det ganska tätbefolkat, med 58 invånare per kvadratkilometer. Trakten runt Ritufelli består i huvudsak av gräsmarker.